# Anomalon nepalense
Anomalon nepalense är en stekelart som beskrevs av Kusigemati 1987. Anomalon nepalense ingår i släktet Anomalon och familjen brokparasitsteklar. Inga underarter finns listade i Catalogue of Life.